# Polynema quadruplex
Polynema quadruplex är en stekelart som först beskrevs av Soyka 1940.  Polynema quadruplex ingår i släktet Polynema och familjen dvärgsteklar. Inga underarter finns listade i Catalogue of Life.